# IUCrJ
IUCrJ est une revue scientifique open access en ligne à comité de lecture. Ce mensuel publie des articles de haut profil dans cinq domaines reliés à la cristallographie :
- biologie et médecine
- chimie et ingénierie cristalline
- science des matériaux et calcul
- science et technologie des neutrons et du rayonnement synchrotron
- physique et science et technologie des lasers à électrons libres

D'après le Journal Citation Reports, le facteur d'impact de ce journal était de 4,756 en 2018. Actuellement, le directeur de publication est Andrew J. Allen (National Institute of Standards and Technology, États-Unis).